# Powiat Radomski
Der Powiat Radomski ist ein Powiat (Kreis) in der polnischen Woiwodschaft Masowien. Der Powiat hat eine Fläche von 1529,75 km², auf der etwa 147.500 Einwohner leben. Die Bevölkerungsdichte betrug 94 Einwohner auf 1 km² (2004).

## Gemeinden
Der Powiat umfasst dreizehn Gemeinden, davon eine Stadtgemeinde, vier Stadt-und-Land-Gemeinden und acht Landgemeinden.

### Stadtgemeinde
- Pionki

### Stadt-und-Land-Gemeinden
- Iłża
- Jedlnia-Letnisko
- Przytyk
- Skaryszew

### Landgemeinden
- Gózd
- Jastrzębia
- Jedlińsk
- Kowala
- Pionki
- Wierzbica
- Wolanów
- Zakrzew